# Milichus picticollis
Milichus picticollis är en skalbaggsart som beskrevs av Gerstaecker 1871. Milichus picticollis ingår i släktet Milichus och familjen bladhorningar. Inga underarter finns listade i Catalogue of Life.